# Sierra Leone na Letnich Igrzyskach Paraolimpijskich 2012
Sierra Leone na Letnich Igrzyskach Paraolimpijskich 2012 w Londynie reprezentował 1 zawodnik w 1 konkurencji. 
Dla reprezentacji Sierra Leone był to drugi start w igrzyskach paraolimpijskich (poprzednio w 1996). Dotychczas żaden zawodnik nie zdobył paraolimpijskiego medalu.

## Kadra

### Lekkoatletyka
Mężczyźni
| Zawodnik       | Konkurencja | Kwalifikacje | Kwalifikacje | Finał         | Finał         |
| Zawodnik       | Konkurencja | Wynik        | Pozycja      | Wynik         | Pozycja       |
| -------------- | ----------- | ------------ | ------------ | ------------- | ------------- |
| Mohamed Kamara | 100m T46    | 11.97        | 7            | Nie awansował | Nie awansował |
| Mohamed Kamara | 200m T46    | 24.46        | 8            | Nie awansował | Nie awansował |